# Balconchán
Balconchán es un municipio y localidad española de la provincia de Zaragoza, en la comunidad autónoma de Aragón. El término municipal tiene una población de 19 habitantes (INE 2024).

## Geografía
Se encuentra en el cerro de San Quílez. Antiguamente el topónimo se escribía con la grafía Valconchán. El lugar tiene un clima templado y la temperatura promedio es de 11,6 °C. La precipitación media anual es de unos 400 mm. En invierno es posible que haya precipitaciones en forma de nieve.

## Historia
En el año 1248, por privilegio de Jaime I, este lugar se desliga de la dependencia de Daroca, pasando a formar parte de Sesma del Campo de Gallocanta en la Comunidad de Aldeas de Daroca, que en 1838 fue disuelta.
A mediados del siglo XIX, el lugar tenía contabilizada una población de 116 habitantes. Aparece descrito en el decimoquinto volumen del Diccionario geográfico-estadístico-histórico de España y sus posesiones de Ultramar de Pascual Madoz de la siguiente manera:

VALCONCHAN: l. con ayunt. en la prov., aud. terr. y dióc. de Zaragoza (13 leg.), c. g. de Aragon, part. jud. de Daroca (1). sit. en un barranco, al pie del puerto llamado de Used: le baten los vientos del N. y E.; gozando de un clima sano, aunque se padecen algunas intermitentes. Tiene 33 casas, inclusa la del ayunt.; igl. parr. (La Virgen del Rosario) de entrada, servida por un cura de provision real ó del ordinario, segun el mes de la vacante, y un cementerio dentro de la pobl. Confina el térm. por N. con el de Horcajo; E. Daroca; S. Val de San Martin, y O. Used: su estension de N. á S. es de 1 leg. y 2 de E. á O: en su radio comprende un monte rebollar al S. que cria estepas y gayubas. El terreno es secano de mala calidad, con algunos huertecillos que se riegan con un arroyo que nace y muere en el mismo térm. Los caminos son locales en malísimo estado, y en el que conduce á Used hay una venta. El correo se recibe de Daroca por cartero tres veces á la semana. prod.: vino y centeno; mantiene ganado lanar, y hay caza de perdices. ind.: la agrícola. pobl.: segun la matricula de 1842, 24 vec., 116 alm. cap. prod.: 244,632 rs. imp.: 15,300. contr.: 3,386.
(Madoz, 1849, p. 264)

## Demografía
Balconchán cuenta con una población de 19 habitantes (INE 2024).
| Gráfica de evolución demográfica de Balconchán entre 1842 y 2021                                                                                                |
| |
| Población de derecho según los censos de población del INE Población de hecho según los censos de población del INEEn este censo se denominaba Valconchán: 1842 |

## Administración y política
| Período   | Alcalde                | Partido |  |
| --------- | ---------------------- | ------- |  |
| 1979-1983 | Jesús Clavería Catalán | PAR     |  |
| 1983-1987 |                        |         |  |
| 1987-1991 |                        |         |  |
| 1991-1995 | Octavio Martín Gil     | PAR     |  |
| 1995-1999 | Octavio Martín Gil     | PP      |  |
| 1999-2003 |                        |         |  |
| 2003-2007 |                        |         |  |
| 2007-2011 |                        |         |  |
| 2011-2015 | Jesús Saz Bello        | PSOE    |  |
| 2015-2019 | Jesús Saz Bello        | PSOE    |  |

| Partido político    | Partido político                                   | 2003   | 2007   | 2011   | 2015   |
| Partido político    | Partido político                                   | Ediles | Ediles | Ediles | Ediles |
|                     | Partido de los Socialistas de Aragón (PSOE-Aragón) | —      | —      | 1      | 1      |
|                     | Partido Popular de Aragón (PP)                     | —      | —      | —      | —      |
|                     | Partido Aragonés (PAR)                             | 1      | 1      | —      | —      |
| Total de concejales | Total de concejales                                | 1      | 1      | 1      | 1      |

## Cultura

### Patrimonio
En la localidad hay una iglesia parroquial católica bajo la advocación de la Virgen del Rosario, que con un magnífico retablo renacentista de madera tallada y policromada, además de pinturas aragonesas que datan del siglo XVI. Otros elementos religiosos de la localidad son la ermita de la Virgen del Rosario y los peirones de San Pascual y de San Roque.  Posee igualmente una fuente manantial. En otra ermita situada en un cerro se pueden apreciar pinturas murales del siglo XIV. 

### Fiestas y costumbres
Las fiestas patronales, en honor a San Pascual Bailón, tienen lugar el tercer domingo de mayo. Además, encontramos más fiestas como las fiestas en honradez a la Virgen del Rosario y San Roque, ambas celebradas el 15 y 16 de agosto respectivamente. Por último, el tercer fin de semana del mes de noviembre se celebra la Fiesta de Otoño, haciéndose una castañada.
En estos últimos años Balconchán ha iniciado otras tradiciones. Como por ejemplo la pulpada, la castañada o la hoguera de San Juan. En estas festividades los habitantes se juntan y celebran en un lugar público.